# The Mountain Eagle
The Mountain Eagle, também conhecido como Fear O God, é um filme mudo de 1927 dirigido por Alfred Hitchcock. O filme se encontra perdido e está na lista dos filmes mais procurados pela British Film Institute.

## Enredo

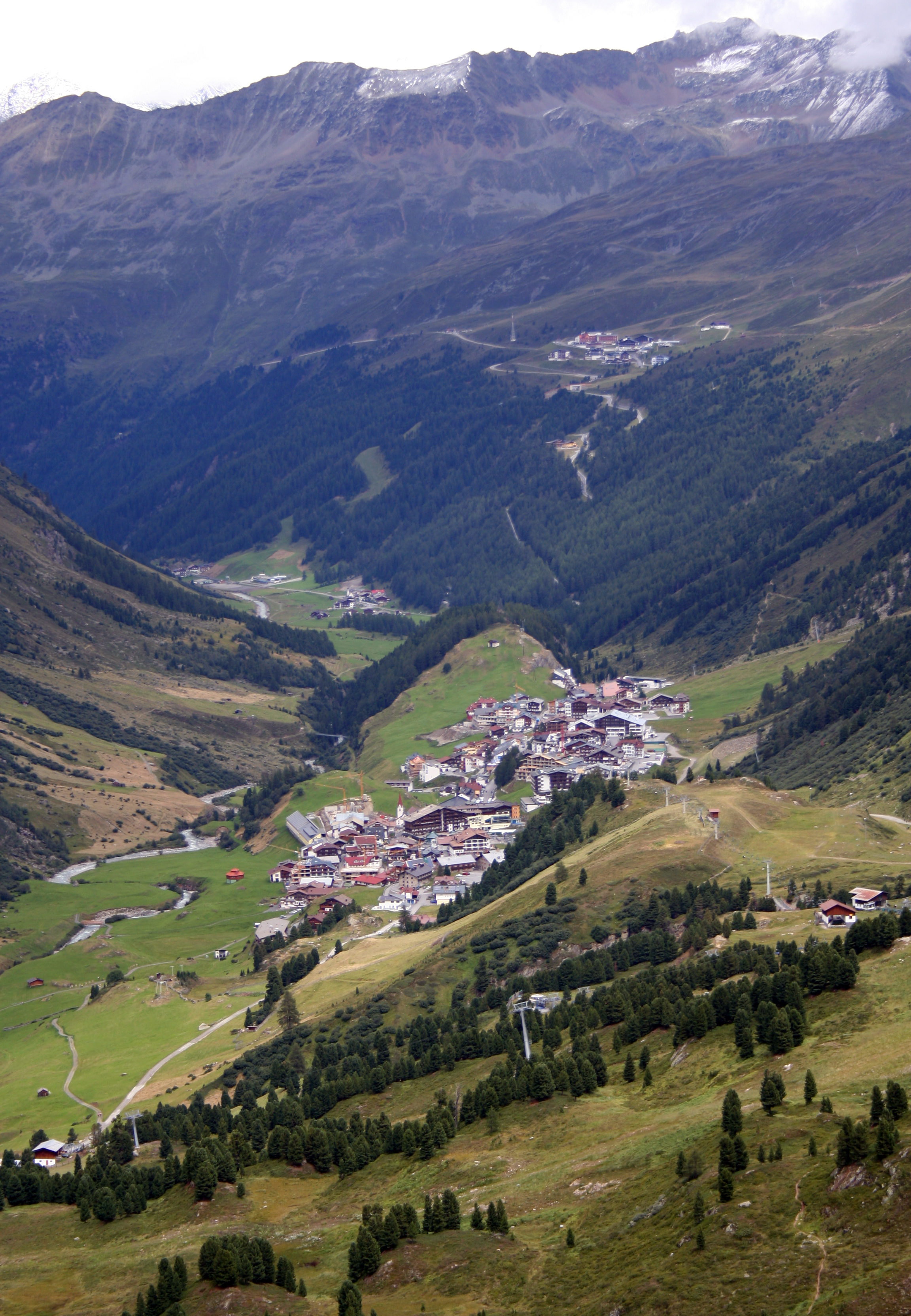
Vilarejo de Obergurgl, local usado para filmagens das cenas de exterior.

Em Kentucky, Beatrice (Nita Naldi) é uma professora que recusa as abordagens do vilão Pettigrew (Bernhard Goetzke). Como vingança, ele inventa que ela teria molestado Edward (John Hamilton), um jovem com Deficiência mental. Temendo a ira dos moradores da cidade, Beatrice se esconde nas montanhas, onde é acolhida pelo eremita Fear O God (Malcom Keen). Ele propõe um casamento de aparências para acalmar os ânimos das pessoas, mas os dois se afeiçoam e a união se torna real. Mas Pettigrew, ainda com ciúmes e raiva, arma novas mentiras para prejudicar os dois, dando continuidade a uma trama de intrigas, injustiças e reviravoltas.
Apesar da história se passar nos Estados Unidos, o filme foi filmado nas montanhas da Áustria.

## Elenco
- Nita Naldi como Beatrice
- Malcolm Keen como John 'Fear o' God' Fulton
- John F. Hamilton como Edward Pettigrew
- Bernhard Goetzke como J.P. Pettigrew
- Ferdinand Martini

## Produção
O filme foi produzido na sua maior parte nos estúdios da Emelka Film em Munique, no outono de 1925, durante as cenas no exterior foi filmado num vilarejo de Obergurgl no Tirol, Áustria. A produção sofreu uma série de problemas, incluindo a destruição de um telhado na aldeia e Hitchcock sofrendo de mal da montanha por conta das altas altitudes da região. Devido à produção do filme na Alemanha, Hitchcock tinha mais liberdade de direção do que teria na Inglaterra, e ele foi influenciado pelo estilo e técnica do cinema alemão.

## Recepção
O filme foi exibido para os produtores em outubro de 1926, que não aprovaram, e não foi até depois do sucesso de Hitchcock The Lodger: A Story of the London Fog que eles lançaram o filme em maio de 1927. O filme recebeu uma crítica negativa pela sua falta de realismo, Hitchcock se sentiu aliviado que o filme foi perdido.

## Filme perdido
Seis fotos sobreviventes de The Mountain Eagle foram reproduzidos no livro de François Truffaut. Em 2012, um conjunto de 24 fotografias ainda foram encontradas em um arquivo de um dos amigos íntimos de Hitchcock. O The Cine Tirol Film Commission o descreveu como "o filme mais procurado do mundo", e o British Film Institute tem o filme no topo de sua lista de filmes perdidos e está ativamente procurando por ele.